# Krekenava

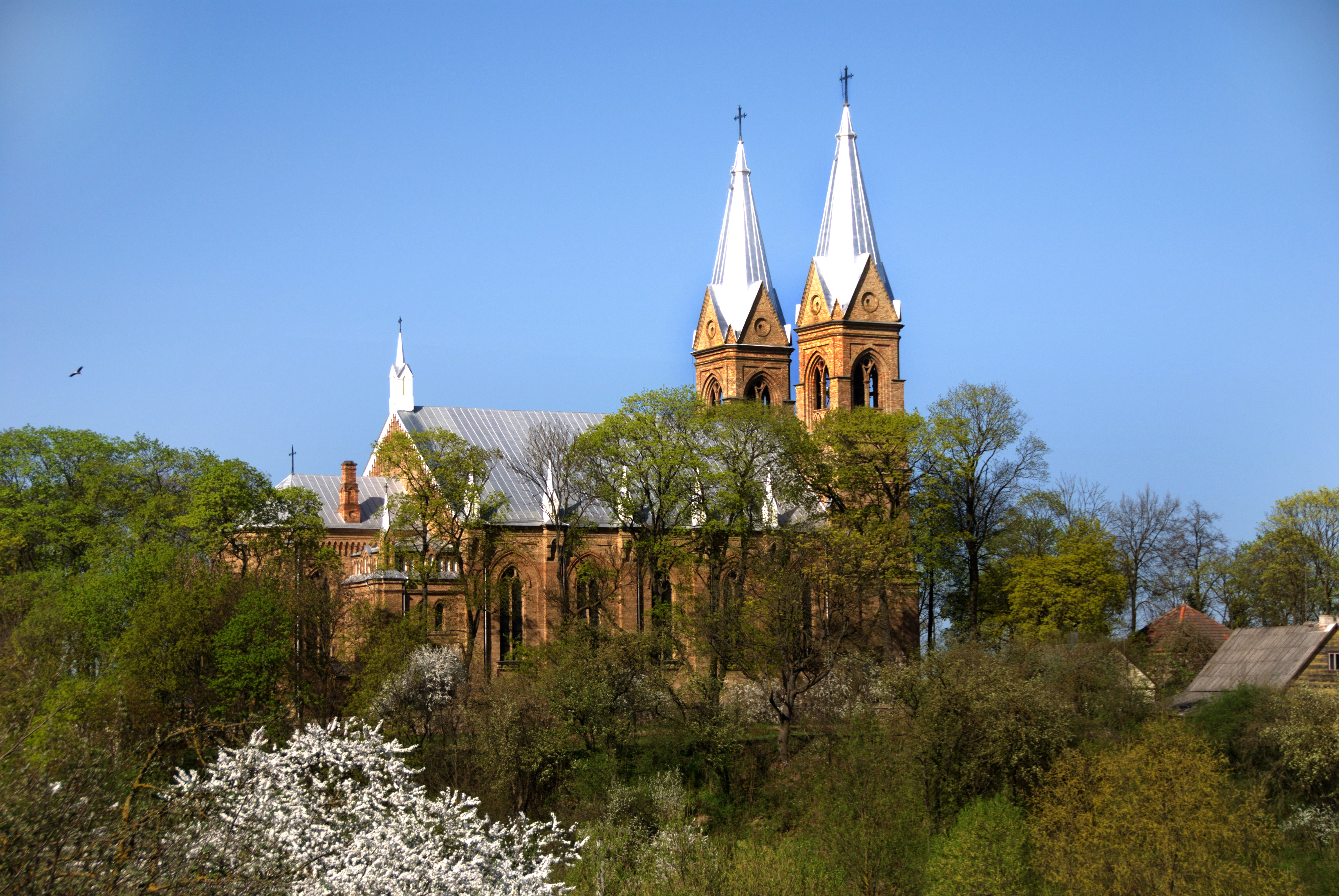
Basilika Mariä Himmelfahrt

Krekenava ist ein Städtchen (miestelis) in Litauen mit 1636 Einwohnern in der Rajongemeinde Panevėžys, an der Fernstraße KK195, 13 km nordwestlich von Ramygala, am rechten Ufer des Nevėžis. Es ist das Zentrum des Amtsbezirks Krekenava und seniūnaitija. Hier befindet sich die Verwaltung des Regionalparks Krekenava.

## Geschichte
1372 wurde Kralinowie urkundlich erwähnt. Ab 1409 gehörte der Ort dem Gutshof Rodai, im gleichen Jahr wurde auch der Gutshof Krekenava urkundlich erwähnt. 1416 gehörte der Ort dem Adligen Vizgirdai. Die erste Kirche in Krekenava wurde von Vytautas 1419 auf der Bitte des Priesters in Betygala erbaut. Ab 1861 war der Ort das Zentrum von Wolost. 1865 wurde die staatliche Grundschule errichtet. 1902 wurde die 2011 zur Basilica minor erhobene Mariä-Himmelfahrts-Kirche fertiggestellt. Seit 1993 gibt es das Unternehmen Krekenavos agrofirma. 2007 wurde die Mittelschule zum Mykolas-Antanaitis-Gymnasium Krekenava.